# Florian Schenk
Florian Schenk (15. prosince 1894 Dolní Žďár – 20. září 1957 Berlín) byl československý politik německé národnosti a meziválečný poslanec Národního shromáždění za Komunistickou stranu Československa, po válce odborový funkcionář a politik SED v Německé demokratické republice.

## Biografie
Byl synem dělníka, podle jiného zdroje zemědělského dělníka. Pracoval jako textilní dělník. Jiný zdroj uvádí, že se vyučil dělníkem v kovoprůmyslu. Od roku 1912 byl členem německých kováckých odborů. V roce 1914 se stal členem rakouské sociální demokracie. Od roku 1919 byl členem německé sociální demokracie v ČSR. Roku 1926 vstoupil do KSČ a v polovině 20. let již patřil mezi její přední funkcionáře v severozápadních Čechách. Byl členem krajského výboru KSČ. Za komunisty zasedal v obecním zastupitelstvu v Chomutově. Od roku 1936 byl též aktivní jako vydavatel komunistického tisku. Profesí byl dělníkem. Podle údajů z roku 1935 bydlel v Chomutově.
V parlamentních volbách v roce 1935 se stal poslancem Národního shromáždění. Poslanecké křeslo ztratil na podzim 1938 v souvislosti se změnami hranic Československa.
V roce 1939 emigroval do Velké Británie. Po válce se roku 1945 přestěhoval do Německa. Od roku 1946 byl členem SED a odborového hnutí Freier Deutscher Gewerkschaftsbund (FDGB) v pozdější NDR. V letech 1947–1949 vedl jedno z oddělení saské zemské organizace SED. V letech 1950–1953 zastával funkci předsedy Ústředního předsednictva odborového sdružení pro zemědělství a lesnictví v rámci FDGB a byl členem celostátního předsednictva FDGB. V období let 1956–1957 vedl úřad pro zemědělství při ústředním předsednictvu FDGB. Získal východoněmecké řády a státní vyznamenání Vaterländischer Verdienstorden, Verdienstmedaille der DDR a Fritz-Heckert-Medaille.